# Kamsdorf
Kamsdorf este o comună din landul Turingia, Germania.